# Agrodiaetus violatae
Agrodiaetus violatae är en fjärilsart som beskrevs av Gómez Bustillo, Expósito Hermosa y Martínez Borrego 1979. Agrodiaetus violatae ingår i släktet Agrodiaetus och familjen juvelvingar. Inga underarter finns listade i Catalogue of Life.